# Хосе Карлос Ортіс
Хосе Карлос Ортіс Кардоса (ісп. José Carlos Ortíz Cardosa, 15 листопада 1948) — сальвадорський футбольний арбітр.

## Кар'єра
Першим міжнародним турніром Ортіса як головного арбітра став чемпіонат націй КОНКАКАФ 1985, на якому він спочатку відсудив матч кваліфікації Панама — Гондурас (0-3), а потім і матч Коста-Рика — Канада (0-0) в рамках фінальної частини турніру.
Через два роки сальвадорський арбітр поїхав і на молодіжний чемпіонат світу 1989 року в Саудівській Аравії, на якому відсудив один матч: Східна Німеччина-Малі (3:0), показавши гравцям 6 жовтих карток та 1 червону картку.
Пізніше працював і на Золотому кубку КОНКАКАФ 1991 року, на якому провів 3 матчі: США — Тринідад і Тобаго (2-1), Канада — Ямайка (3-2), США — Мексика (2-0).